# Monaster św. Mikołaja w Mielcach
Monaster św. Mikołaja – męski klasztor prawosławny w Mielcach, w eparchii włodzimiersko-wołyńskiej Ukraińskiego Kościoła Prawosławnego Patriarchatu Moskiewskiego.

## Historia
Według legendy monaster został założony przez część mnichów z klasztoru Trójcy Świętej w Werbce. Pierwsza pisemna wzmianka o istnieniu wspólnoty pochodzi z 1532. Ok. 1530 protektorem monasteru został kniaź Fiodor Sanguszko, który ufundował dla wspólnoty murowaną cerkiew św. Mikołaja. Opiekę nad klasztorem kontynuowali jego potomkowie.
Mnisi z Mielc przyjęli postanowienia unii brzeskiej w 1656 lub 1707, dołączając tym samym do Zakonu Bazylianów Świętego Jozafata. Od 1833 przy klasztorze działała szkoła parafialna oraz kursy duchowne. Sześć lat później monaster ponownie znalazł się w jurysdykcji Rosyjskiego Kościoła Prawosławnego. W 1855 na jego terytorium powstała nowa, utrzymana w stylu bizantyjskim cerkiew św. Aleksandra Newskiego, przemianowana następnie na świątynię pod wezwaniem Przemienienia Pańskiego. Przed I wojną światową rozbudowano również dom przełożonego oraz wzniesiono wolno stojącą dzwonnicę. Monaster był zaklasyfikowany jako klasztor I klasy z rocznym wsparciem państwa w wysokości 4085 rubli. Posiadał również jezioro, użytek leśny oraz 400 dziesięcin ziemi.
W czasie I wojny światowej zabudowania monasterskie zostały poważnie uszkodzone. Od 1915 mnisi przebywali w mieście Izium; do Mielec wrócili w 1921. Po 1918 klasztor znajdował się w granicach Polski, gdzie bez przeszkód prowadził dotychczasową działalność, początkowo w diecezji wołyńskiej PAKP, zaś od 1927 – w diecezji pińsko-poleskiej. Jedynie jego majątek ziemski był przez cały okres międzywojenny przedmiotem sporów z władzami lokalnymi. M.in. z powodu tychże konfliktów monaster mielecki był jednym z najuboższych klasztorów w PAKP. Ponadto przez pewien czas służył jako miejsce pobytu mnichów uznanych przez władze kościelne za niesubordynowanych (m.in. biskupi Pantelejmon (Rożnowski) i Antoni (Marcenko)).
Klasztor w Mielcach został zamknięty po II wojnie światowej przez władze radzieckie. Zabudowania monasterskie zaadaptowano na dom starców.
24 listopada 1993, z inicjatywy biskupa wołyńskiego Nifonta (Sołoduchy) w zabudowaniach zwróconych Cerkwi ponownie zamieszkała grupa mnichów. 8 marca roku następnego Święty Synod Ukraińskiego Kościoła Prawosławnego Patriarchatu Moskiewskiego ogłosił ponownie otwarcie monasteru mieleckiego.
Od 2001 monaster posiada filialny skit Narodzenia św. Jana Chrzciciela w Werbce.

## Architektura
Główną cerkwią monasteru jest świątynia pod wezwaniem św. Mikołaja, wzniesiona w 1542 i rozbudowana w XVII–XVIII wieku. W latach 50.–60. XX wieku z obiektu, zaadaptowanego na cele świeckie, zdjęto główną kopułę, którą odrestaurowano po odnowieniu życia klasztornego w Mielcach. W 2005 odremontowana cerkiew została ponownie poświęcona. Od strony zachodniej do cerkwi przylega dzwonnica, przez którą prowadzi brama wjazdowa na teren monasteru.
W kompleksie budynków mieszkalnych znajduje się druga cerkiew pod wezwaniem Przemienienia Pańskiego, wzniesiona ok. 1855. Budynki z celami mnichów są starsze i pochodzą z końca XVIII stulecia. Od północnego zachodu przylega do nich dom przełożonego, przebudowany na przełomie XIX i XX wieku.